# Satul condamnat
Satul condamnat (titlul original: în germană Das verurteilte Dorf) este un film dramatic german, realizat în 1952 de regizorul Martin Hellberg, protagoniști fiind actorii Helga Göring, Günther Simon, Eduard von Winterstein și Albert Garbe.
Filmul, în care sătenii bavarezi se opun demolării satului lor pentru construirea acolo a unui aerodrom militar american, a fost distins cu Premiul Internațional pentru Pace Mondială în 1953 de către Consiliul Mondial pentru Pace, influențat de sovietici, și este unul dintre cele mai de succes filme ale DEFA.

## Rezumat
După o lungă perioadă de captivitate în Uniunea Sovietică, Heinz Weimann vine acasă în satul său bavarez Bärenweiler din Germania de Vest. Este fericit că poate lucra din nou câmpul. De asemenea, se împacă cu faptul că iubita sa din copilărie, Käthe, este acum căsătorită.
Nu la mult timp însă primește vestea că pe locul satului trebuie să se construiască un aerodrom militar american. Fermierii sunt revoltați și protestează în fața guvernului de stat dar în zadar. Cazul devine public și primesc sprijin din toată țara. Nici asta nu rezolvă problema. Poliția militară se deplasează pentru a evacua locuitorii satului. Se trag clopotele bisericii pentru alarma de furtună și oamenii din satele vecine se grăbesc să ajute și astfel satul Bärenweiler este salvat.

## Distribuție
- Helga Göring – Käthe Vollmer
- Günther Simon – Heinz Weimann
- Eduard von Winterstein – preotul satului
- Albert Garbe – primarul
- Marga Legal – văduva Rühling
- Albert Doerner – Fritz Vollmer
- Lotte Crusius – mama lui Weimann
- Otto Stübler – țăranul Meisel
- Friedrich Gnass – țăranul Scheffler
- Ulrich von der Trenck – profesorul de școală din sat
- Aribert Grimmer – țăranul Riebnitz
- Wolf Kaiser – colonelul american
- Helmuth Hinzelmann – ministrul de interne
- Paul Paulsen – episcopul
- Heinz Dhein – Klaus Meitner
- Hermann Stövesand – Anton Reinhard
- William Gade – poștașul
- Werner Pledath – directorul
- Peter Dornseif – directorul adjunct
- Albert Venohr – căpitanul american
- Heinz Rosenthal – consilierul din conducere
- Hans Finohr – generalul american
- Karl-Heinz Deickert – Peter Albrecht
- Nico Turoff – un țăran
- Hermann Stetza – Zimmermann
- Otto Dierichs – procurorul
- Hans Rose – paznicul de închisoare
- Egon Vogel – un țăran
- Liesel Eckhardt – o țărancă
- Ruth Baldor – Lindbäuerin
- Maria Köhler – o țărancă
- Oskar Höcker – Lind-Bauer
- Frank Michelis – un țăran
- Herbert Bendey – ofițerul de poliție
- Willi Narloch – ofițerul de poliție
- Edgar Engelmann – un flăcău țăran
- Marianne Fahl – mireasa americană
- Dieter Perlwitz – un flăcău țăran
- Barbara Adolph – Anna
- Harry Riebauer – MP-ul american
- Paul R. Henker – omul de afaceri
- Lutz Götz – un țăran
- Reimar Joh. Baur – un flăcău țăran
- Karl Brenk – MP-ul american
- Bob Bolander – oficialul american
- Jean Brahn – proprietarul standului
- Paul Streckfuß – un muncitor din Kassel
- Günter Glaser – un polițist

## Recompense
- 1952 Festivalul de Film de la Karlovy Vary
  - Premiul Internațional pentru Pace Mondială acordat filmului Satul condamnat